# Carol Peña Hernández
Carol Peña Hernández (n. 1977) es una botánica chilena.
Obtuvo su licenciatura en biología, en la Universidad de Concepción, en 1999.

## Algunas publicaciones
- Carol Peña Hernández, María A. Negritto, Eduardo Ruiz, Marcelo Baeza. 2008. A New Combination in Piptochaetium (Poaceae, Stipeae) from Chile. Novon: A Journal for Botanical Nomenclature 18 (3): 374-377

- -. 2007. Posición tribal de Megalachne Steud. (Poaceae), basada en caracteres morfológicos y moleculares. Editor Universidad de Concepción (Chile). Facultad de Ciencias Naturales y Oceanográficas. Departamento de Botánica.

- La abreviatura «C.Peña» se emplea para indicar a Carol Peña Hernández como autoridad en la descripción y clasificación científica de los vegetales.[2]